# (14669) Beletic
(14669) Beletic est un astéroïde de la ceinture principale.

## Description
(14669) Beletic est un astéroïde de la ceinture principale. Il fut découvert par le programme OCA-DLR Asteroid Survey le 16 février 1999 à Caussols. Il présente une orbite caractérisée par un demi-grand axe de 4 UA, une excentricité de 0,124 et une inclinaison de 5,73° par rapport à l'écliptique.
Il fut nommé en hommage au physicien James William Beletic, né en 1956, qui mena l'équipe du programme de recherche.

## Compléments